# سيمون فاركوهار
سيمون فاركوهار (بالإنجليزية: Simon Farquhar)‏ هو كاتب وكاتب مسرحي بريطاني، ولد في 15 ديسمبر 1972.